# François Brisson
François Brisson (* 9. April 1958 in Saintes) ist ein ehemaliger französischer Fußballspieler und aktueller -trainer.

## Vereinskarriere
Der als schnell und bissig beschriebene linke Flügelstürmer war ein „Wandervogel“: in seinen 18 Profijahren trug er den Dress von sieben Erstligavereinen. Am längsten stand er bei Paris Saint-Germain unter Vertrag, am erfolgreichsten war er mit Racing Lens. Einen Meistertitel konnte er so wenig in seinen Palmarès eintragen – mit Olympique Marseille gelang ihm 1987 wenigstens eine Vizemeisterschaft – wie einen Pokalsieg. Als Marseille gleichfalls 1987 das Endspiel um die Coupe de France mit 0:2 gegen Girondins Bordeaux verlor, stand François Brisson nicht in der Finalelf: er hatte dort gewisse Probleme, weil er mit seinem häufigen Einsatz im defensiven Mittelfeld nicht sonderlich gut zurechtkam.
Weitere Stationen waren Stade Laval, Racing Strasbourg, Olympique Lyon und OSC Lille. Insgesamt brachte er es dennoch auf über 500 Spiele in der Division 1, womit er zu dem kleinen Kreis von Rekordspielern der Liga zählt. Dreimal tauchte Brisson auch auf einem vorderen Platz der Torschützenliste auf: 1983/84 wurde er 7. (16 Treffer), 1984/85 20. (11 Treffer, beide Jahre bei Lens) sowie 1990/91 (inzwischen für Lille spielend) Platz 10 mit 10 Torerfolgen. Mit Lens kam er in der Saison 1983/84 auch zu seinen einzigen Auftritten auf der europäischen Vereinsbühne, und zwar im UEFA-Pokal, als Lens nacheinander auf drei belgische Teams (KAA Gent, Royal Antwerpen und RSC Anderlecht) traf.

### Stationen
- in Bourg-la-Reine (1968–1975, als Jugendlicher)
- Paris Saint-Germain Football Club (1975–1979)
- Stade Lavallois Mayenne FC (1979/80)
- Paris Saint-Germain Football Club (1980/81)
- Racing Club de Lens (1981–1985)
- Racing Club de Strasbourg (1985/86)
- Olympique de Marseille (1986–1988)
- Stade Lavallois Mayenne FC (1988/89)
- Olympique Lyonnais (1989/90)
- Lille Olympique Sport Club (1990–1993)

## In der Nationalmannschaft
Im November 1982 und Oktober 1984 bestritt François Brisson zwei A-Länderspiele für Frankreich; ein Treffer gelang ihm dabei nicht. Insgesamt waren die Nationaltrainer der 1980er Jahre, Hidalgo und dessen Nachfolger Michel, nicht so stark von seinen Qualitäten überzeugt, um ihn häufiger aufzubieten. Beim olympischen Fußballturnier 1984 in Los Angeles hingegen kam Brisson regelmäßig zum Einsatz und gewann mit Frankreich die Goldmedaille. Dort erzielte er auch zwei Treffer, nämlich in der Vorrunde das 1:0 beim 2:1-Sieg über Norwegen sowie das 1:0 beim 2:0-Endspielsieg gegen Brasilien.

## Palmarès als Spieler
- Französischer Meisterschaft: Vizemeister 1987
- Französischer Pokalfinalist 1987 [ohne Endspieleinsatz]
- 2 A-Länderspiele (kein Treffer) für Frankreich
- Olympiasieger 1984
- 504 Spiele und 103 Tore in der Division 1, davon 81/6 für Paris, 96/22 für Laval, 143/40 für Lens, 38/10 für Strasbourg, 31/1 für Marseille, 27/7 für Lyon, 88/17 für Lille[7]
- 6 Spiele und 1 Tor im UEFA-Cup (alle für Lens, dazu mit Lens auch 10 Spiele in diesem Wettbewerb als Trainer)[4]

## Leben nach der Spielerzeit
Ab 1994 arbeitete François Brisson als Trainer, zunächst bei einem Amateurklub aus Montauban (bis 1997), bevor er in unterschiedlichen Funktionen im Trainerstab des RC Lens tätig war – 1999/2000 sogar als Chefcoach, und das durchaus erfolgreich: im UEFA-Cup führte er die „Sang et Or“ – als Blutrot-Goldene werden die nordfranzösischen Fußballer aufgrund ihrer Dressfarben bezeichnet – bis ins Halbfinale gegen Arsenal London. Auf dem Weg dorthin schalteten Brissons Männer unter anderem den 1. FC Kaiserslautern aus, den sie nach einer 1:2-Hinspielniederlage im eigenen Stadion auf dem Betzenberg mit 4:1 regelrecht überfuhren. Im Sommer 2000 trat der Trainer dennoch in die zweite Reihe zurück.
2002/03 holte ihn der Drittligist Olympique Nîmes; anschließend kehrte Brisson zu Racing Lens zurück.